# Kreyenburg

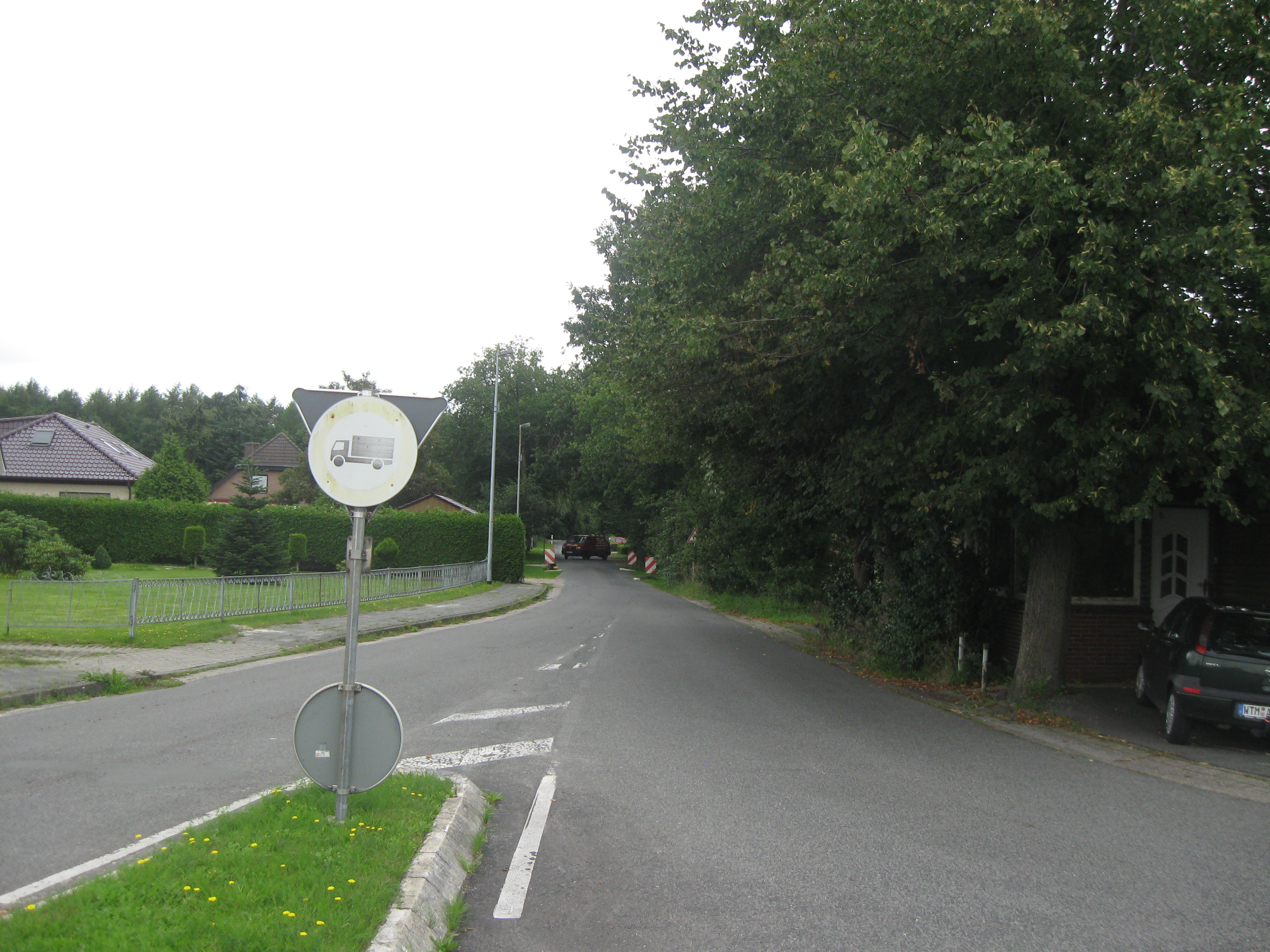
Der Ortseingang von Kreyenburg

Kreyenburg ist ein Kleindorf, das zum Wittmunder Stadtteil Willen gehört.

## Geographie
Kreyenburg liegt zwischen Angelsburg und Willen. Flächenmäßig gehört die Ortschaft zu den kleinsten Ortsteilen Willens. Kreyenburg liegt am Wittmunder Wald. Seine Höhe über N.N. beträgt 5 Meter. 

## Geschichte
Um das Jahr 1900 wurde die Kreuzung beim Ortseingang von Willen fertiggestellt. In den 1920er Jahren begann die Besiedlung der Kreuzung auf Angelsburger Seite. In den 1950er Jahren wurde ein Teil des Heidkampfwegs in Kreyenburg umbenannt. Anfang der 1960er wurde die Angelsburger Seite der Kreuzung im umgangssprachlichen „Kreyenburg“ genannt und im Jahr 1965 wurde die neue Baumplantage neben der Bushaltestelle in „Baumplantage Kreyenburg“ umbenannt. 1971 wurde Kreyenburg unabhängig von Angelsburg. 
Die Gemeinde Willen, zu der Kreyenburg gehörte, wurde am 16. August 1972 nach Wittmund eingemeindet. 1979 kaufte die Firma „Schoon“ die alte „Baumplantage Kreyenburg“ und benannte sie um.

## Religion
In Wittmund und auch in Kreyenburg sind über 90 % der Bevölkerung protestantisch.

## Wirtschaft
Die neue Baumplantage dient dem Obstverkauf.

## Bevölkerungsentwicklung
(jeweils zum 31. Dezember)
| Jahr | Einwohner |
| 1970 | 34        |
| 1980 | 31        |
| 1990 | 29        |
| 2000 | 27        |
| 2010 | 24        |

Seit der Gründung des Dorfes sinkt die Einwohnerzahl.

## Verkehr
5 Meter vor der Baumplantage ist eine Bushaltestelle, wo die Busse von Aurich nach Wittmund fahren.
Die Hauptstraße bei der Kreuzung die B 210 geht bis nach Emden auf die A 31, die bis nach Dortmund verläuft. Der nach Osten verlaufende Teil der B 210 geht bis nach Wilhelmshaven.